# Centrolene paezorum
Centrolene paezorum (Ruíz-Carranza, Hernández-Camacho & Ardila-Robayo, 1986) è un anfibio anuro appartenente alla famiglia Centrolenidae endemico della Colombia. Le principali minacce per la specie sono la contaminazione dell'acqua e la distruzione dell'habitat.